# Durlasbach
Der Durlasbach ist ein rechter Zufluss zur Gölsen in Rohrbach an der Gölsen in Niederösterreich.
Der Durlasbach entspringt in der Ortschaft Durlaß und nimmt zunächst den links zufließenden Orthofgraben auf und fließt danach nach Südwesten ab, wo bei der Siedlung Oberrohrbach der von rechts kommende Bügelgraben einmündet und in Rohrbach schließlich der aus Prünst zufließende Prünstgraben, der über ein verzweigtes Netz an Zubringern verfügt. Der Durlasbach durchfließt Rohrbach und mündet südlich des Ortes in die Gölsen.
Sein Einzugsgebiet umfasst 12,8 km² in teilweise bewaldeter Landschaft.